# Dirka po Španiji 1976
Dirka po Španiji 1976 (špansko Vuelta a España 1976) je 31. izvedba dirke po Španiji, tritedenske moške cestne kolesarske etapne dirke. Začela se je 27. aprila v Esteponi in končala 16. maja v San Sebastiánu. Sodelovalo je 100 kolesarjev iz 10-ih ekip. Rumeno majico je prvič osvojil José Pesarrodona (Kas–Campagnolo), drugo mesto Luis Ocaña (Super Ser), tretje pa José Nazabal (Kas–Campagnolo). Modro majico je osvojil Dietrich Thurau (TI–Raleigh–Campagnolo), zeleno majico Andrés Oliva (Kas–Campagnolo), rdečo majico pa Daniel Verplancke (Flandria–Velda–West Vlaams Vleesbedrijf).

## Ekipe
- EBO-Cinzia
- Flandria–Velda–West Vlaams Vleesbedrijf
- Frisol–Gazelle
- Kas–Campagnolo
- Miko–de Gribaldy–Superia
- Novostil-Transmallorca
- Super Ser
- Teka
- TI–Raleigh–Campagnolo
- Zoppas–Splendor–Sinalco

## Etape
| Etapa | Datum     | Štart/Cilj                          | Razdalja | Tip     | Tip                  | Zmagovalec                  |
| ----- | --------- | ----------------------------------- | -------- | ------- | -------------------- | --------------------------- |
| P     | 27. april | Estepona – Estepona                 | 3,2 km   |         | posamični kronometer | Dietrich Thurau (FRG)       |
| 1     | 28. april | Estepona – Estepona                 | 135 km   |         |                      | José De Cauwer (BEL)        |
| 2     | 29. april | Estepona – Priego de Córdoba        | 224 km   |         |                      | Roger Gilson (LUX)          |
| 3     | 30. april | Priego de Córdoba – Jaén            | 177 km   |         |                      | Theo Smit (NED)             |
| 4     | 1. maj    | Jaén – Baza                         | 166 km\| |         |                      | Hennie Kuiper (NED)         |
| 5     | 2. maj    | Baza – Cartagena                    | 201 km   |         |                      | Theo Smit (NED)             |
| 6     | 3. maj    | Cartagena – Cartagena               | 14 km    |         | posamični kronometer | Joaquim Agostinho (POR)     |
| 7     | 4. maj    | Cartagena – Murcia                  | 136 km   |         |                      | Ferdi Van Den Haute (BEL)   |
| 8     | 5. maj    | Murcia – Almansa                    | 219 km   |         |                      | Georges Pintens (BEL)       |
| 9     | 6. maj    | Almansa – Nules                     | 208 km   |         |                      | Dietrich Thurau (FRG)       |
| 10    | 7. maj    | Castellón – Cambrils                | 226 km   |         |                      | José Antonio González (ESP) |
| 11    | 8. maj    | Cambrils – Barcelona                | 151 km   |         |                      | Antonio Vallori (ESP)       |
| 12    | 9. maj    | Pamplona – Logroño                  | 168 km   |         |                      | Gerben Karstens (NED)       |
| 13    | 10. maj   | Logroño – Palencia                  | 209 km   |         |                      | Dirk Ongenae (BEL)          |
| 14    | 11. maj   | Paredes de Nava – Gijón             | 249 km   |         |                      | Cees Priem (NED)            |
| 15    | 12. maj   | Gijón – Cangas de Onís              | 141 km   |         |                      | Vicente López Carril (ESP)  |
| 16    | 13. maj   | Cangas de Onís – Reinosa            | 156 km   |         |                      | Dietrich Thurau (FRG)       |
| 17    | 14. maj   | Reinosa – Bilbao                    | 183 km   |         |                      | Arthur Van De Vijver (BEL)  |
| 18    | 15. maj   | Galdácano – Santuario de Oro (Zuia) | 204 km   |         |                      | Dietrich Thurau (FRG)       |
| 19a   | 16. maj   | Murgia (Zuia) – San Sebastián       | 139 km   |         |                      | Dirk Ongenae (BEL)          |
| 19b   | 17. maj   | San Sebastián – San Sebastián       | 31,7 km  |         | posamični kronometer | Dietrich Thurau (FRG)       |
|       | Skupaj    | Skupaj                              | 3340 km  | 3340 km | 3340 km              | 3340 km                     |

## Končna razvrstitev
| Legenda | Legenda                                    | Legenda | Legenda                          |
| ------- | ------------------------------------------ | ------- | -------------------------------- |
|         | Predstavlja vodilnega v skupnem seštevku   |         | Predstavlja vodilnega po točkah  |
|         | Predstavlja vodilnega v gorski razvrstitvi |         | Predstavlja vodilnega v šprintih |

### Rumena majica
| Poz. | Kolesar               | Ekipa                    | Čas         |
| ---- | --------------------- | ------------------------ | ----------- |
| 1    | José Pesarrodona      | Kas–Campagnolo           | 93h 19' 10" |
| 2    | Luis Ocaña            | Super Ser                | + 1' 03"    |
| 3    | José Nazabal Merendia | Kas–Campagnolo           | + 1' 41"    |
| 4    | Dietrich Thurau       | TI–Raleigh–Campagnolo    | + 1' 44"    |
| 5    | Vicente Lopez         | Kas–Campagnolo           | + 1' 50"    |
| 6    | Hennie Kuiper         | TI–Raleigh–Campagnolo    | + 2' 00"    |
| 7    | Joaquim Agostinho     | Teka                     | + 3' 16"    |
| 8    | Joseph Fuchs          | Super Ser                | + 3' 45"    |
| 9    | Pedro Torres          | Super Ser                | + 4' 43"    |
| 10   | José Antonio Gonzalez | Kas–Campagnolo           | + 7' 18"    |
| 11   | Ludo Loos             | EBO-Cinzia               |             |
| 12   | Enrique Martinez      | Kas–Campagnolo           |             |
| 13   | Andres Oliva          | Kas–Campagnolo           |             |
| 14   | Gonzalo Aja Barguin   | Teka                     |             |
| 15   | José Martins Freitas  | Kas–Campagnolo           |             |
| 16   | Eric Jacques          | EBO-Cinzia               |             |
| 17   | Domingo Perurena      | Kas–Campagnolo           |             |
| 18   | Jean-Pierre Baert     | Miko–de Gribaldy–Superia |             |
| 19   | José Enrique Cima     | Novostil-Transmallorca   |             |
| 20   | Fernardo Mendes Dos   | Teka                     |             |
| 21   | Ventura Diaz          | Teka                     |             |
| 22   | Santiago Lazcano      | Super Ser                |             |
| 23   | Julian Andiano        | Teka                     |             |
| 24   | Manuel Esparza        | Teka                     |             |
| 25   | Jesus Manzaneque      | Super Ser                |             |